# BlueScope
BlueScope Steel Limited er en australsk stålproducent, der blev etableret ved et spin-off fra BHP Billiton i 2002.
Virksomheden har 16.000 ansatte og hovedkvarter i Melbourne. Deres største stålværk er lokaliseret i Port Kembla, New South Wales.